# Interlands Sloveens voetbalelftal 2000-2009
Deze pagina toont een chronologisch en gedetailleerd overzicht van de interlands die het Sloveens voetbalelftal speelde in de periode 2000 – 2009.

## Interlands

### 2000
|                                                       |                  |       |                 |                                                                                            |
| 19 februari Vriendschappelijk № 58 «onderlinge duels» | VA Emiraten      | 1 – 1 | Slovenië        | Sultan Qaboos Sports Complex, Masqat Toeschouwers: 500 Scheidsrechter: Yousef Fadhil (OMA) |
| 19 februari Vriendschappelijk № 58 «onderlinge duels» | Yassir Salim 87' |       | 73' Sašo Udovič | Sultan Qaboos Sports Complex, Masqat Toeschouwers: 500 Scheidsrechter: Yousef Fadhil (OMA) |

|                                                       |      |                                                                                 |          |                                                                                            |
| 23 februari Vriendschappelijk № 59 «onderlinge duels» | Oman | 0 – 4                                                                           | Slovenië | Sultan Qaboos Sports Complex, Masqat Toeschouwers: 300 Scheidsrechter: Abdullah Said (UAE) |
| 23 februari Vriendschappelijk № 59 «onderlinge duels» |      | 15' Miran Pavlin 32' Zlatko Zahovič 57' Sašo Udovič 67' (pen.) Milenko Ačimovič |          | Sultan Qaboos Sports Complex, Masqat Toeschouwers: 300 Scheidsrechter: Abdullah Said (UAE) |

|                                                    |                                                             |       |                                    |                                                                                          |
| 26 april Vriendschappelijk № 60 «onderlinge duels» | Frankrijk                                                   | 3 – 2 | Slovenië                           | Stade de France, Parijs Toeschouwers: 60.000 Scheidsrechter: Abderrahim El-Arjoune (MAR) |
| 26 april Vriendschappelijk № 60 «onderlinge duels» | David Trezeguet 64' Laurent Blanc 75' David Trezeguet 90+2' |       | 3' Željko Milinovič 9' Sašo Udovič | Stade de France, Parijs Toeschouwers: 60.000 Scheidsrechter: Abderrahim El-Arjoune (MAR) |

|                                                  |                                         |       |               | |
| 3 juni Vriendschappelijk № 61 «onderlinge duels» | Slovenië                                | 2 – 0 | Saoedi-Arabië | Centralni Stadion za Bežigradom, Ljubljana Toeschouwers: 10.000 Scheidsrechter: Edo Trivković (CRO) |
| 3 juni Vriendschappelijk № 61 «onderlinge duels» | Zlatko Zahovič 16' Milenko Ačimovič 46' |       |               | Centralni Stadion za Bežigradom, Ljubljana Toeschouwers: 10.000 Scheidsrechter: Edo Trivković (CRO) |

| EK voetbal 2000 |
| --------------- |

|                                                             |                                                             |       |                                                        | |
| 13 juni Euro 2000 Groep C № 62 «onderlinge duels» 20:45 uur | Joegoslavië                                                 | 3 – 3 | Slovenië                                               | Stade du Pays de Charleroi, Charleroi Toeschouwers: 15.000 Scheidsrechter: Vitor Melo Pereira (POR) |
| 13 juni Euro 2000 Groep C № 62 «onderlinge duels» 20:45 uur | Savo Milošević 67' Ljubinko Drulović 70' Savo Milošević 73' |       | 23' Zlatko Zahovič 52' Miran Pavlin 57' Zlatko Zahovič | Stade du Pays de Charleroi, Charleroi Toeschouwers: 15.000 Scheidsrechter: Vitor Melo Pereira (POR) |

|                                                             |                    |       |                                        |                                                                                   |
| 18 juni Euro 2000 Groep C № 63 «onderlinge duels» 18:00 uur | Slovenië           | 1 – 2 | Spanje                                 | Amsterdam ArenA, Amsterdam Toeschouwers: 45.000 Scheidsrechter: Markus Merk (GER) |
| 18 juni Euro 2000 Groep C № 63 «onderlinge duels» 18:00 uur | Zlatko Zahovič 59' |       | 4' Raúl González 60' Joseba Etxeberria | Amsterdam ArenA, Amsterdam Toeschouwers: 45.000 Scheidsrechter: Markus Merk (GER) |

|                                                             |           |       |          |                                                                          |
| 21 juni Euro 2000 Groep C № 64 «onderlinge duels» 18:00 uur | Noorwegen | 0 – 0 | Slovenië | GelreDome, Arnhem Toeschouwers: 22.000 Scheidsrechter: Graham Poll (ENG) |
| 21 juni Euro 2000 Groep C № 64 «onderlinge duels» 18:00 uur |           |       |          | GelreDome, Arnhem Toeschouwers: 22.000 Scheidsrechter: Graham Poll (ENG) |

|  |  |  |  |  |  |  |  |  |

|                                                       |          |                  |          |                                                                                   |
| 16 augustus Vriendschappelijk № 65 «onderlinge duels» | Tsjechië | 0 – 1            | Slovenië | Stadion Bazaly, Ostrava Toeschouwers: 4.828 Scheidsrechter: Attila Hanacsek (HUN) |
| 16 augustus Vriendschappelijk № 65 «onderlinge duels» |          | 59' Miran Pavlin |          | Stadion Bazaly, Ostrava Toeschouwers: 4.828 Scheidsrechter: Attila Hanacsek (HUN) |

|                                                               |                               |       |                                  |                                                                             |
| 3 september WK-kwalificatie № 66 «onderlinge duels» 16:00 uur | Faeröer                       | 2 – 2 | Slovenië                         | Svangaskarð, Toftir Toeschouwers: 3.200 Scheidsrechter: Mikko Vuorela (FIN) |
| 3 september WK-kwalificatie № 66 «onderlinge duels» 16:00 uur | Uni Arge 87' Øssur Hansen 90' |       | 25' Sašo Udovič 85' Milan Osterc | Svangaskarð, Toftir Toeschouwers: 3.200 Scheidsrechter: Mikko Vuorela (FIN) |

|                                                             |                   |       |                                        |                                                                                      |
| 7 oktober WK-kwalificatie № 67 «onderlinge duels» 19:15 uur | Luxemburg         | 1 – 2 | Slovenië                               | Stade Josy Barthel, Luxemburg Toeschouwers: 1.788 Scheidsrechter: Michal Beneš (CZE) |
| 7 oktober WK-kwalificatie № 67 «onderlinge duels» 19:15 uur | Jeff Strasser 46' |       | 4' Zlatko Zahovič 26' Željko Milinovič | Stade Josy Barthel, Luxemburg Toeschouwers: 1.788 Scheidsrechter: Michal Beneš (CZE) |

|                                                              |                                       |       |                                               |                                                                                                  |
| 11 oktober WK-kwalificatie № 68 «onderlinge duels» 20:15 uur | Slovenië                              | 2 – 2 | Zwitserland                                   | Centralni Stadion za Bežigradom, Ljubljana Toeschouwers: 6.650 Scheidsrechter: Paul Durkin (ENG) |
| 11 oktober WK-kwalificatie № 68 «onderlinge duels» 20:15 uur | Ermin Šiljak 44' Milenko Ačimovič 79' |       | 42' Kubilay Türkyilmaz 66' Kubilay Türkyilmaz | Centralni Stadion za Bežigradom, Ljubljana Toeschouwers: 6.650 Scheidsrechter: Paul Durkin (ENG) |

### 2001
|                                                       |          |                                          |         |                                                                                     |
| 28 februari Vriendschappelijk № 69 «onderlinge duels» | Slovenië | 0 – 2                                    | Uruguay | SRC Bonifika Štadion, Koper Toeschouwers: 4.200 Scheidsrechter: Anton Stredák (SVK) |
| 28 februari Vriendschappelijk № 69 «onderlinge duels» |          | 23' Nicolás Olivera 87' Marcelo Zalayeta |         | SRC Bonifika Štadion, Koper Toeschouwers: 4.200 Scheidsrechter: Anton Stredák (SVK) |

|                                                            |                    |       |                      |                                                                                            |
| 24 maart WK-kwalificatie № 70 «onderlinge duels» 17:00 uur | Rusland            | 1 – 1 | Slovenië             | Olympisch Stadion Loezjniki, Moskou Toeschouwers: 33.000 Scheidsrechter: Hugh Dallas (SCO) |
| 24 maart WK-kwalificatie № 70 «onderlinge duels» 17:00 uur | Dmitri Chochlov 9' |       | 21' Aleksander Knavs | Olympisch Stadion Loezjniki, Moskou Toeschouwers: 33.000 Scheidsrechter: Hugh Dallas (SCO) |

|                                                            |                      |       |                    |                                                                                               |
| 28 maart WK-kwalificatie № 71 «onderlinge duels» 20:15 uur | Slovenië             | 1 – 1 | Joegoslavië        | Centralni Stadion za Bežigradom, Ljubljana Toeschouwers: 9.000 Scheidsrechter: Dick Jol (NED) |
| 28 maart WK-kwalificatie № 71 «onderlinge duels» 20:15 uur | Zlatko Zahovič 90+4' |       | 32' Savo Milošević | Centralni Stadion za Bežigradom, Ljubljana Toeschouwers: 9.000 Scheidsrechter: Dick Jol (NED) |

|                                                              |                                                                |       |          |                                                                            |
| 25 april Vriendschappelijk № 72 «onderlinge duels» 20:00 uur | Denemarken                                                     | 3 – 0 | Slovenië | Parken, Kopenhagen Toeschouwers: 32.526 Scheidsrechter: Petteri Kari (FIN) |
| 25 april Vriendschappelijk № 72 «onderlinge duels» 20:00 uur | Jesper Grønkjær 61' Jon Dahl Tomasson 69' (pen.) Ebbe Sand 82' |       |          | Parken, Kopenhagen Toeschouwers: 32.526 Scheidsrechter: Petteri Kari (FIN) |

|                                                          |                                              |       |           | |
| 2 juni WK-kwalificatie № 73 «onderlinge duels» 20:15 uur | Slovenië                                     | 2 – 0 | Luxemburg | Centralni Stadion za Bežigradom, Ljubljana Toeschouwers: 4.500 Scheidsrechter: Bernhard Brugger (AUT) |
| 2 juni WK-kwalificatie № 73 «onderlinge duels» 20:15 uur | Zlatko Zahovič 34' Zlatko Zahovič 65' (pen.) |       |           | Centralni Stadion za Bežigradom, Ljubljana Toeschouwers: 4.500 Scheidsrechter: Bernhard Brugger (AUT) |

|                                                          |             |                         |          |                                                                              |
| 6 juni WK-kwalificatie № 72 «onderlinge duels» 20:15 uur | Zwitserland | 0 – 1                   | Slovenië | St. Jakob-Park, Basel Toeschouwers: 9.000 Scheidsrechter: Jacek Granat (POL) |
| 6 juni WK-kwalificatie № 72 «onderlinge duels» 20:15 uur |             | 82' Sebastjan Cimirotič |          | St. Jakob-Park, Basel Toeschouwers: 9.000 Scheidsrechter: Jacek Granat (POL) |

|                                                                 |                                         |       |                                        |                                                                                                   |
| 15 augustus Vriendschappelijk № 75 «onderlinge duels» 20:00 uur | Slovenië                                | 2 – 2 | Roemenië                               | Centralni Stadion za Bežigradom, Ljubljana Toeschouwers: 4.200 Scheidsrechter: Sead Kulović (BIH) |
| 15 augustus Vriendschappelijk № 75 «onderlinge duels» 20:00 uur | Milenko Ačimovič 55' Zlatko Zahovič 75' |       | 14' Marius Niculae 66' Viorel Moldovan | Centralni Stadion za Bežigradom, Ljubljana Toeschouwers: 4.200 Scheidsrechter: Sead Kulović (BIH) |

|                                                               |                                              |       |                 |                                                                                                  |
| 1 september WK-kwalificatie № 76 «onderlinge duels» 20:15 uur | Slovenië                                     | 2 – 1 | Rusland         | Centralni Stadion za Bežigradom, Ljubljana Toeschouwers: 9.000 Scheidsrechter: Graham Poll (ENG) |
| 1 september WK-kwalificatie № 76 «onderlinge duels» 20:15 uur | Milan Osterc 62' Milenko Ačimovič 90' (pen.) |       | 73' Jegor Titov | Centralni Stadion za Bežigradom, Ljubljana Toeschouwers: 9.000 Scheidsrechter: Graham Poll (ENG) |

|                                                               |                      |       |                      |                                                                                           |
| 5 september WK-kwalificatie № 77 «onderlinge duels» 20:15 uur | Joegoslavië          | 1 – 1 | Slovenië             | Stadion Partizan, Belgrado Toeschouwers: 22.000 Scheidsrechter: Antonio Lopez Nieto (ESP) |
| 5 september WK-kwalificatie № 77 «onderlinge duels» 20:15 uur | Predrag Đorđević 51' |       | 10' Željko Milinovič | Stadion Partizan, Belgrado Toeschouwers: 22.000 Scheidsrechter: Antonio Lopez Nieto (ESP) |

|                                                             |                                                |       |         | |
| 6 oktober WK-kwalificatie № 78 «onderlinge duels» 16:00 uur | Slovenië                                       | 3 – 0 | Faeröer | Centralni Stadion za Bežigradom, Ljubljana Toeschouwers: 8.500 Scheidsrechter: Giorgos Kasnaferis (GRE) |
| 6 oktober WK-kwalificatie № 78 «onderlinge duels» 16:00 uur | Nastja Čeh 13' Nastja Čeh 31' Senad Tiganj 82' |       |         | Centralni Stadion za Bežigradom, Ljubljana Toeschouwers: 8.500 Scheidsrechter: Giorgos Kasnaferis (GRE) |

|                                                                         |                                       |       |                    | |
| 10 november WK-kwalificatie Play-offs № 79 «onderlinge duels» 20:15 uur | Slovenië                              | 2 – 1 | Roemenië           | Centralni Stadion za Bežigradom, Ljubljana Toeschouwers: 9.000 Scheidsrechter: Kim Milton Nielsen (DEN) |
| 10 november WK-kwalificatie Play-offs № 79 «onderlinge duels» 20:15 uur | Milenko Ačimovič 41' Milan Osterc 68' |       | 26' Marius Niculae | Centralni Stadion za Bežigradom, Ljubljana Toeschouwers: 9.000 Scheidsrechter: Kim Milton Nielsen (DEN) |

|                                                                         |                   |       |                    |                                                                                     |
| 14 november WK-kwalificatie Play-offs № 80 «onderlinge duels» 20:15 uur | Roemenië          | 1 – 1 | Slovenië           | Stadionul Steaua, Boekarest Toeschouwers: 30.000 Scheidsrechter: Hellmut Krug (GER) |
| 14 november WK-kwalificatie Play-offs № 80 «onderlinge duels» 20:15 uur | Cosmin Contra 65' |       | 55' Mladen Rudonja | Stadionul Steaua, Boekarest Toeschouwers: 30.000 Scheidsrechter: Hellmut Krug (GER) |

### 2002
|                                                       |                                                                                               |       |                           |                                                                                      |
| 12 februari Vriendschappelijk № 81 «onderlinge duels» | Honduras                                                                                      | 5 – 1 | Slovenië                  | Hong Kong Stadium, Hongkong Toeschouwers: 25.000 Scheidsrechter: Toru Kamikawa (JPN) |
| 12 februari Vriendschappelijk № 81 «onderlinge duels» | Saúl Martínez 40' Saúl Martínez 58' Saúl Martínez 63' Saúl Martínez 73' Cristian Martínez 90' |       | 53' (pen.) Zlatko Zahovič | Hong Kong Stadium, Hongkong Toeschouwers: 25.000 Scheidsrechter: Toru Kamikawa (JPN) |

|                                                       |       |       |          |                                                                                      |
| 15 februari Vriendschappelijk № 82 «onderlinge duels» | China | 0 – 0 | Slovenië | Hong Kong Stadium, Hongkong Toeschouwers: 30.000 Scheidsrechter: Kim Tae-Young (KOR) |
| 15 februari Vriendschappelijk № 82 «onderlinge duels» |       |       |          | Hong Kong Stadium, Hongkong Toeschouwers: 30.000 Scheidsrechter: Kim Tae-Young (KOR) |

|                                                    |         |       |          |                                                                                |
| 27 maart Vriendschappelijk № 83 «onderlinge duels» | Kroatië | 0 – 0 | Slovenië | Stadion Maksimir, Zagreb Toeschouwers: 8.000 Scheidsrechter: Zsolt Szabó (HUN) |
| 27 maart Vriendschappelijk № 83 «onderlinge duels» |         |       |          | Stadion Maksimir, Zagreb Toeschouwers: 8.000 Scheidsrechter: Zsolt Szabó (HUN) |

|                                                    |                  |       |         | |
| 17 april Vriendschappelijk № 84 «onderlinge duels» | Slovenië         | 1 – 0 | Tunesië | Centralni Stadion za Bežigradom, Ljubljana Toeschouwers: 5.500 Scheidsrechter: Edo Trivković (CRO) |
| 17 april Vriendschappelijk № 84 «onderlinge duels» | Miran Pavlin 23' |       |         | Centralni Stadion za Bežigradom, Ljubljana Toeschouwers: 5.500 Scheidsrechter: Edo Trivković (CRO) |

|                                                  |                                    |       |       |                                                                                                   |
| 17 mei Vriendschappelijk № 85 «onderlinge duels» | Slovenië                           | 2 – 0 | Ghana | Centralni Stadion za Bežigradom, Ljubljana Toeschouwers: 7.000 Scheidsrechter: Michal Beneš (CZE) |
| 17 mei Vriendschappelijk № 85 «onderlinge duels» | Zlatko Zahovič 25' Džoni Novak 45' |       |       | Centralni Stadion za Bežigradom, Ljubljana Toeschouwers: 7.000 Scheidsrechter: Michal Beneš (CZE) |

| WK voetbal 2002 |
| --------------- |

|                                                               |                           |       |                                                                      |                                                                                               |
| 2 juni WK-eindronde Groep B № 86 «onderlinge duels» 13:30 uur | Slovenië                  | 1 – 3 | Spanje                                                               | Gwangju World Cup Stadion, Gwangju Toeschouwers: 28.598 Scheidsrechter: Mohamed Guezzaz (MAR) |
| 2 juni WK-eindronde Groep B № 86 «onderlinge duels» 13:30 uur | Sebastjan Cimirotič 45+2' |       | 44' Raúl González 74' Juan Carlos Valerón 87' (pen.) Fernando Hierro | Gwangju World Cup Stadion, Gwangju Toeschouwers: 28.598 Scheidsrechter: Mohamed Guezzaz (MAR) |

|                                                               |          |           |                       |                                                                                        |
| 8 juni WK-eindronde Groep B № 87 «onderlinge duels» 21:00 uur | Slovenië | 0 – 1     | Zuid-Afrika           | Daegu Blue Arc Stadion, Daegu Toeschouwers: 47.226 Scheidsrechter: Ángel Sánchez (ARG) |
| 8 juni WK-eindronde Groep B № 87 «onderlinge duels» 21:00 uur |          | (details) | 4' Siyabonga Nomvethe | Daegu Blue Arc Stadion, Daegu Toeschouwers: 47.226 Scheidsrechter: Ángel Sánchez (ARG) |

|                                                                |                        |           |                                                           |                                                                                          |
| 12 juni WK-eindronde Groep B № 88 «onderlinge duels» 20:30 uur | Slovenië               | 1 – 3     | Paraguay                                                  | Jeju World Cup Stadion, Seogwipo Toeschouwers: 30.176 Scheidsrechter: Felipe Ramos (MEX) |
| 12 juni WK-eindronde Groep B № 88 «onderlinge duels» 20:30 uur | Milenko Ačimovič 45+1' | (details) | 65' Nelson Cuevas 73' Jorge Luis Campos 84' Nelson Cuevas | Jeju World Cup Stadion, Seogwipo Toeschouwers: 30.176 Scheidsrechter: Felipe Ramos (MEX) |

|  |  |  |  |  |  |  |  |  |

|                                                       |        |                         |          |                                                                                        |
| 21 augustus Vriendschappelijk № 89 «onderlinge duels» | Italië | 0 – 1                   | Slovenië | Stadio Nereo Rocco, Triëst Toeschouwers: 11.080 Scheidsrechter: Bernhard Brugger (AUT) |
| 21 augustus Vriendschappelijk № 89 «onderlinge duels» |        | 32' Sebastjan Cimirotič |          | Stadio Nereo Rocco, Triëst Toeschouwers: 11.080 Scheidsrechter: Bernhard Brugger (AUT) |

|                                                               |                                                                   |       |       | |
| 7 september EK-kwalificatie № 90 «onderlinge duels» 20:15 uur | Slovenië                                                          | 3 – 0 | Malta | Centralni Stadion za Bežigradom, Ljubljana Toeschouwers: 7.000 Scheidsrechter: Georgios Borovilos (GRE) |
| 7 september EK-kwalificatie № 90 «onderlinge duels» 20:15 uur | Darren Debono 37' (e.d.) Ermin Šiljak 59' Sebastjan Cimirotič 90' |       |       | Centralni Stadion za Bežigradom, Ljubljana Toeschouwers: 7.000 Scheidsrechter: Georgios Borovilos (GRE) |

|                                                              |                                                                                           |       |          |                                                                                       |
| 12 oktober EK-kwalificatie № 91 «onderlinge duels» 19:45 uur | Frankrijk                                                                                 | 5 – 0 | Slovenië | Stade de France, Parijs Toeschouwers: 77.619 Scheidsrechter: Kim Milton Nielsen (DEN) |
| 12 oktober EK-kwalificatie № 91 «onderlinge duels» 19:45 uur | Patrick Vieira 10' Steve Marlet 35' Steve Marlet 64' Sylvain Wiltord 79' Sidney Govou 86' |       |          | Stade de France, Parijs Toeschouwers: 77.619 Scheidsrechter: Kim Milton Nielsen (DEN) |

### 2003
|                                                                 |                   |       |                                                                                         |                                                                                    |
| 12 februari Vriendschappelijk № 92 «onderlinge duels» 20:30 uur | Slovenië          | 1 – 5 | Zwitserland                                                                             | Športni Park, Nova Gorica Toeschouwers: 3.000 Scheidsrechter: Attila Ábrahám (HUN) |
| 12 februari Vriendschappelijk № 92 «onderlinge duels» 20:30 uur | Ermin Rakovič 72' |       | 3' Hakan Yakin 29' Bernt Haas 36' Alexander Frei 49' Ricardo Cabanas 78' Alexander Frei | Športni Park, Nova Gorica Toeschouwers: 3.000 Scheidsrechter: Attila Ábrahám (HUN) |

|                                                           |                                                                    |       |                          | |
| 2 april EK-kwalificatie № 93 «onderlinge duels» 20:15 uur | Slovenië                                                           | 4 – 1 | Cyprus                   | Centralni Stadion za Bežigradom, Ljubljana Toeschouwers: 5.000 Scheidsrechter: Paulo Manuel Gomes (HUN) |
| 2 april EK-kwalificatie № 93 «onderlinge duels» 20:15 uur | Ermin Šiljak 5' Ermin Šiljak 14' Zlatko Zahovič 39' Nastja Čeh 43' |       | 10' Mihalis Konstantinou | Centralni Stadion za Bežigradom, Ljubljana Toeschouwers: 5.000 Scheidsrechter: Paulo Manuel Gomes (HUN) |

|                                                            |                      |       |                                                      |                                                                                      |
| 30 april EK-kwalificatie № 94 «onderlinge duels» 20:30 uur | Malta                | 1 – 3 | Slovenië                                             | Ta' Qali Stadium, Ta' Qali Toeschouwers: 2.500 Scheidsrechter: Attila Hanacsek (HUN) |
| 30 april EK-kwalificatie № 94 «onderlinge duels» 20:30 uur | Michael Mifsud 90+1' |       | 15' Zlatko Zahovič 36' Ermin Šiljak 57' Ermin Šiljak | Ta' Qali Stadium, Ta' Qali Toeschouwers: 2.500 Scheidsrechter: Attila Hanacsek (HUN) |

|                                                          |        |       |          |                                                                                     |
| 7 juni EK-kwalificatie № 95 «onderlinge duels» 20:15 uur | Israël | 0 – 0 | Slovenië | Atatürk Stadyumu, Antalya Toeschouwers: 1.800 Scheidsrechter: Massimo Busacca (SUI) |
| 7 juni EK-kwalificatie № 95 «onderlinge duels» 20:15 uur |        |       |          | Atatürk Stadyumu, Antalya Toeschouwers: 1.800 Scheidsrechter: Massimo Busacca (SUI) |

|                                                                 |                                         |       |                    |                                                                                           |
| 20 augustus Vriendschappelijk № 96 «onderlinge duels» 17:00 uur | Slovenië                                | 2 – 1 | Hongarije          | Stadion Fazanerija, Murska Sobota Toeschouwers: 4.000 Scheidsrechter: Wolfgang Sowa (AUT) |
| 20 augustus Vriendschappelijk № 96 «onderlinge duels» 17:00 uur | Goran Šukalo 3' Sebastjan Cimirotič 76' |       | 90+3' Miklós Fehér | Stadion Fazanerija, Murska Sobota Toeschouwers: 4.000 Scheidsrechter: Wolfgang Sowa (AUT) |

|                                                               |                                                      |       |                 | |
| 6 september EK-kwalificatie № 97 «onderlinge duels» 20:15 uur | Slovenië                                             | 3 – 1 | Israël          | Centralni Stadion za Bežigradom, Ljubljana Toeschouwers: 8.000 Scheidsrechter: Herbert Fandel (GER) |
| 6 september EK-kwalificatie № 97 «onderlinge duels» 20:15 uur | Ermin Šiljak 35' Aleksander Knavs 37' Nastja Čeh 78' |       | 69' Haim Revivo | Centralni Stadion za Bežigradom, Ljubljana Toeschouwers: 8.000 Scheidsrechter: Herbert Fandel (GER) |

|                                                      |          |                                         |           |                                                                                        |
| 10 september EK-kwalificatie № 98 «onderlinge duels» | Slovenië | 0 – 2                                   | Frankrijk | Bežigrad Stadion, Ljubljana Toeschouwers: 9.500 Scheidsrechter: Domenico Messina (ITA) |
| 10 september EK-kwalificatie № 98 «onderlinge duels» |          | 10' David Trezeguet 71' Olivier Dacourt |           | Bežigrad Stadion, Ljubljana Toeschouwers: 9.500 Scheidsrechter: Domenico Messina (ITA) |

|                                                              |                                              |       |                                   |                                                                                                |
| 11 oktober EK-kwalificatie № 99 «onderlinge duels» 18:30 uur | Cyprus                                       | 2 – 2 | Slovenië                          | Tsirion Athletic Center, Limassol Toeschouwers: 2.346 Scheidsrechter: Tom Henning Øvrebø (NOR) |
| 11 oktober EK-kwalificatie № 99 «onderlinge duels» 18:30 uur | Stavros Georgiou 71' Yiasemakis Yiasoumi 82' |       | 12' Ermin Šiljak 42' Ermin Šiljak | Tsirion Athletic Center, Limassol Toeschouwers: 2.346 Scheidsrechter: Tom Henning Øvrebø (NOR) |

|                                                                          |              |       |                  |                                                                                 |
| 15 november EK-kwalificatie Play-offs № 100 «onderlinge duels» 17:30 uur | Kroatië      | 1 – 1 | Slovenië         | Stadion Maksimir, Zagreb Toeschouwers: 36.000 Scheidsrechter: Markus Merk (GER) |
| 15 november EK-kwalificatie Play-offs № 100 «onderlinge duels» 17:30 uur | Dado Pršo 5' |       | 22' Ermin Šiljak | Stadion Maksimir, Zagreb Toeschouwers: 36.000 Scheidsrechter: Markus Merk (GER) |

|                                                                          |          |               |         |                                                                                                |
| 19 november EK-kwalificatie Play-offs № 101 «onderlinge duels» 17:30 uur | Slovenië | 0 – 1         | Kroatië | Centralni Stadion za Bežigradom, Ljubljana Toeschouwers: 8.500 Scheidsrechter: Urs Meier (SUI) |
| 19 november EK-kwalificatie Play-offs № 101 «onderlinge duels» 17:30 uur |          | 61' Dado Pršo |         | Centralni Stadion za Bežigradom, Ljubljana Toeschouwers: 8.500 Scheidsrechter: Urs Meier (SUI) |

### 2004
|                                                                  |                                           |       |          |                                                                                                   |
| 18 februari Vriendschappelijk № 102 «onderlinge duels» 20:00 uur | Polen                                     | 2 – 0 | Slovenië | Estadio Municipal Bahía Sur, San Fernando Toeschouwers: 150 Scheidsrechter: Francisco López (ESP) |
| 18 februari Vriendschappelijk № 102 «onderlinge duels» 20:00 uur | Sebastian Mila 24' Andrzej Niedzielan 65' |       |          | Estadio Municipal Bahía Sur, San Fernando Toeschouwers: 150 Scheidsrechter: Francisco López (ESP) |

|                                                               |          |                        |         |                                                                                          |
| 31 maart Vriendschappelijk № 103 «onderlinge duels» 18:00 uur | Slovenië | 0 – 1                  | Letland | Športni Park Pod Golovcem, Celje Toeschouwers: 2.300 Scheidsrechter: Anton Stredák (SVK) |
| 31 maart Vriendschappelijk № 103 «onderlinge duels» 18:00 uur |          | 36' Māris Verpakovskis |         | Športni Park Pod Golovcem, Celje Toeschouwers: 2.300 Scheidsrechter: Anton Stredák (SVK) |

|                                                               |                                     |       |                    |                                                                               |
| 28 april Vriendschappelijk № 104 «onderlinge duels» 20:15 uur | Zwitserland                         | 2 – 1 | Slovenië           | Stade de Genève, Genève Toeschouwers: 7.500 Scheidsrechter: Ruud Bossen (NED) |
| 28 april Vriendschappelijk № 104 «onderlinge duels» 20:15 uur | Fabio Celestini 66' Hakan Yakin 85' |       | 46' Zlatko Zahovič | Stade de Genève, Genève Toeschouwers: 7.500 Scheidsrechter: Ruud Bossen (NED) |

|                                                                  |                |       |                      | |
| 18 augustus Vriendschappelijk № 105 «onderlinge duels» 20:15 uur | Slovenië       | 1 – 1 | Servië en Montenegro | Centralni Stadion za Bežigradom, Ljubljana Toeschouwers: 5.000 Scheidsrechter: Tom Henning Øvrebø (NOR) |
| 18 augustus Vriendschappelijk № 105 «onderlinge duels» 20:15 uur | Nastja Čeh 82' |       | 49' Nenad Jestrović  | Centralni Stadion za Bežigradom, Ljubljana Toeschouwers: 5.000 Scheidsrechter: Tom Henning Øvrebø (NOR) |

|                                                                |                                                               |       |          |                                                                            |
| 4 september WK-kwalificatie № 106 «onderlinge duels» 20:15 uur | Slovenië                                                      | 3 – 0 | Moldavië | Arena Petrol, Celje Toeschouwers: 3.620 Scheidsrechter: Jouni Hyytiä (FIN) |
| 4 september WK-kwalificatie № 106 «onderlinge duels» 20:15 uur | Milenko Ačimovič 5' Milenko Ačimovič 27' Milenko Ačimovič 48' |       |          | Arena Petrol, Celje Toeschouwers: 3.620 Scheidsrechter: Jouni Hyytiä (FIN) |

|                                                                |           |       |          |                                                                                  |
| 8 september WK-kwalificatie № 107 «onderlinge duels» 20:00 uur | Schotland | 0 – 0 | Slovenië | Hampden Park, Glasgow Toeschouwers: 38.278 Scheidsrechter: Claus Bo Larsen (DEN) |
| 8 september WK-kwalificatie № 107 «onderlinge duels» 20:00 uur |           |       |          | Hampden Park, Glasgow Toeschouwers: 38.278 Scheidsrechter: Claus Bo Larsen (DEN) |

|                                                              |                   |       |        |                                                                                  |
| 9 oktober WK-kwalificatie № 108 «onderlinge duels» 21:00 uur | Slovenië          | 1 – 0 | Italië | Arena Petrol, Celje Toeschouwers: 9.250 Scheidsrechter: Frank De Bleeckere (BEL) |
| 9 oktober WK-kwalificatie № 108 «onderlinge duels» 21:00 uur | Boštjan Cesar 82' |       |        | Arena Petrol, Celje Toeschouwers: 9.250 Scheidsrechter: Frank De Bleeckere (BEL) |

|                                                               |                                                                |       |          |                                                                                   |
| 13 oktober WK-kwalificatie № 109 «onderlinge duels» 19:00 uur | Noorwegen                                                      | 3 – 0 | Slovenië | Ullevaal Stadion, Oslo Toeschouwers: 24.907 Scheidsrechter: Valentin Ivanov (RUS) |
| 13 oktober WK-kwalificatie № 109 «onderlinge duels» 19:00 uur | John Carew 7' Morten Gamst Pedersen 60' Alexander Ødegaard 90' |       |          | Ullevaal Stadion, Oslo Toeschouwers: 24.907 Scheidsrechter: Valentin Ivanov (RUS) |

|                                                                  |           |       |          |                                                                                              |
| 17 november Vriendschappelijk № 110 «onderlinge duels» 17:30 uur | Slowakije | 0 – 0 | Slovenië | Štadión Antona Malatinského, Trnava Toeschouwers: 5.482 Scheidsrechter: Tommy Skjerven (NOR) |
| 17 november Vriendschappelijk № 110 «onderlinge duels» 17:30 uur |           |       |          | Štadión Antona Malatinského, Trnava Toeschouwers: 5.482 Scheidsrechter: Tommy Skjerven (NOR) |

### 2005
|                                                                 |          |                                            |          |                                                                                |
| 9 februari Vriendschappelijk № 111 «onderlinge duels» 17:00 uur | Slovenië | 0 – 3                                      | Tsjechië | Arena Petrol, Celje Toeschouwers: 4.000 Scheidsrechter: Marijo Strahonja (CRO) |
| 9 februari Vriendschappelijk № 111 «onderlinge duels» 17:00 uur |          | 10' Jan Koller 47' Tomáš Jun 79' Jan Polák |          | Arena Petrol, Celje Toeschouwers: 4.000 Scheidsrechter: Marijo Strahonja (CRO) |

|                                                               |          |                    |           |                                                                           |
| 26 maart Vriendschappelijk № 112 «onderlinge duels» 20:00 uur | Slovenië | 0 – 1              | Duitsland | Arena Petrol, Celje Toeschouwers: 9.200 Scheidsrechter: Graham Poll (ENG) |
| 26 maart Vriendschappelijk № 112 «onderlinge duels» 20:00 uur |          | 27' Lukas Podolski |           | Arena Petrol, Celje Toeschouwers: 9.200 Scheidsrechter: Graham Poll (ENG) |

|                                                             |                      |       |                       |                                                                                |
| 30 maart WK-kwalificatie № 113 «onderlinge duels» 20:15 uur | Slovenië             | 1 – 1 | Wit-Rusland           | Arena Petrol, Celje Toeschouwers: 6.450 Scheidsrechter: Khalil Al-Ghamdi (KSA) |
| 30 maart WK-kwalificatie № 113 «onderlinge duels» 20:15 uur | Aleksandar Rodić 44' |       | 49' Aleksandr Kulchiy | Arena Petrol, Celje Toeschouwers: 6.450 Scheidsrechter: Khalil Al-Ghamdi (KSA) |

|                                                           |                           |       |                |                                                                                |
| 4 juni WK-kwalificatie № 114 «onderlinge duels» 19:00 uur | Wit-Rusland               | 1 – 1 | Slovenië       | Dinamostadion, Minsk Toeschouwers: 29.042 Scheidsrechter: Martin Hansson (SWE) |
| 4 juni WK-kwalificatie № 114 «onderlinge duels» 19:00 uur | Valyantsin Byalkevich 18' |       | 17' Nastja Čeh | Dinamostadion, Minsk Toeschouwers: 29.042 Scheidsrechter: Martin Hansson (SWE) |

|                                                                  |       |       |          |                                                                                |
| 17 augustus Vriendschappelijk № 115 «onderlinge duels» 19:30 uur | Wales | 0 – 0 | Slovenië | Liberty Stadium, Swansea Toeschouwers: 11.087 Scheidsrechter: Ian Stokes (IRL) |
| 17 augustus Vriendschappelijk № 115 «onderlinge duels» 19:30 uur |       |       |          | Liberty Stadium, Swansea Toeschouwers: 11.087 Scheidsrechter: Ian Stokes (IRL) |

|                                                                |                                         |       |                                                             |                                                                                      |
| 3 september WK-kwalificatie № 116 «onderlinge duels» 20:45 uur | Slovenië                                | 2 – 3 | Noorwegen                                                   | Arena Petrol, Celje Toeschouwers: 10.055 Scheidsrechter: Luis Medina Cantalejo (ESP) |
| 3 september WK-kwalificatie № 116 «onderlinge duels» 20:45 uur | Sebastjan Cimirotič 4' Anton Žlogar 81' |       | 3' John Carew 24' Claus Lundekvam 90' Morten Gamst Pedersen | Arena Petrol, Celje Toeschouwers: 10.055 Scheidsrechter: Luis Medina Cantalejo (ESP) |

|                                                                |                      |       |                                    |                                                                                        |
| 7 september WK-kwalificatie № 117 «onderlinge duels» 21:15 uur | Moldavië             | 1 – 2 | Slovenië                           | Stadionul Republican, Chisinau Toeschouwers: 7.200 Scheidsrechter: Yuri Baskakov (RUS) |
| 7 september WK-kwalificatie № 117 «onderlinge duels» 21:15 uur | Serghei Rogaciov 31' |       | 47' Klemen Lavrič 58' Matej Mavrič | Stadionul Republican, Chisinau Toeschouwers: 7.200 Scheidsrechter: Yuri Baskakov (RUS) |

|                                                              |                       |       |          |                                                                                      |
| 8 oktober WK-kwalificatie № 118 «onderlinge duels» 21:00 uur | Italië                | 1 – 0 | Slovenië | Stadio Renzo Barbera, Palermo Toeschouwers: 19.500 Scheidsrechter: Éric Poulat (FRA) |
| 8 oktober WK-kwalificatie № 118 «onderlinge duels» 21:00 uur | Cristian Zaccardo 78' |       |          | Stadio Renzo Barbera, Palermo Toeschouwers: 19.500 Scheidsrechter: Éric Poulat (FRA) |

|                                                               |          |                                                        |           |                                                                            |
| 12 oktober WK-kwalificatie № 119 «onderlinge duels» 20:30 uur | Slovenië | 0 – 3                                                  | Schotland | Arena Petrol, Celje Toeschouwers: 9.100 Scheidsrechter: René Temmink (NED) |
| 12 oktober WK-kwalificatie № 119 «onderlinge duels» 20:30 uur |          | 4' Darren Fletcher 47' James McFadden 84' Paul Hartley |           | Arena Petrol, Celje Toeschouwers: 9.100 Scheidsrechter: René Temmink (NED) |

### 2006
|                                                                  |        |                        |          |                                                                                             |
| 28 februari Vriendschappelijk № 120 «onderlinge duels» 16:00 uur | Cyprus | 0 – 1                  | Slovenië | Antonis Papadopoulos Stadion, Larnaca Toeschouwers: 1.000 Scheidsrechter: Tony Asumaa (FIN) |
| 28 februari Vriendschappelijk № 120 «onderlinge duels» 16:00 uur |        | 85' Zlatan Ljubijankič |          | Antonis Papadopoulos Stadion, Larnaca Toeschouwers: 1.000 Scheidsrechter: Tony Asumaa (FIN) |

|                                                              |                                           |       |          |                                                                               |
| 1 maart Vriendschappelijk № 121 «onderlinge duels» 16:00 uur | Roemenië                                  | 2 – 0 | Slovenië | GSZ Stadion, Larnaca Toeschouwers: 300 Scheidsrechter: Valery Vyalichka (BLR) |
| 1 maart Vriendschappelijk № 121 «onderlinge duels» 16:00 uur | Ionuţ Mazilu 22' Andrej Pečnik 53' (e.d.) |       |          | GSZ Stadion, Larnaca Toeschouwers: 300 Scheidsrechter: Valery Vyalichka (BLR) |

|                                                             |                                                                     |       |                    |                                                                                |
| 31 mei Vriendschappelijk № 121 «onderlinge duels» 20:15 uur | Slovenië                                                            | 3 – 1 | Trinidad en Tobago | Arena Petrol, Celje Toeschouwers: 2.500 Scheidsrechter: Dragomir Tanović (SCG) |
| 31 mei Vriendschappelijk № 121 «onderlinge duels» 20:15 uur | Milivoje Novakovič 4' Milivoje Novakovič 16' Milivoje Novakovič 77' |       | 26' Chris Birchall | Arena Petrol, Celje Toeschouwers: 2.500 Scheidsrechter: Dragomir Tanović (SCG) |

|                                                             |                                                     |       |          |                                                                                         |
| 4 juni Vriendschappelijk № 121 «onderlinge duels» 16:30 uur | Ivoorkust                                           | 3 – 0 | Slovenië | Stade Robert Bobin, Bondoufle Toeschouwers: 8.000 Scheidsrechter: Gerald Gregoire (FRA) |
| 4 juni Vriendschappelijk № 121 «onderlinge duels» 16:30 uur | Didier Drogba 35' Didier Drogba 36' Kanga Akale 70' |       |          | Stade Robert Bobin, Bondoufle Toeschouwers: 8.000 Scheidsrechter: Gerald Gregoire (FRA) |

|                                                                  |                  |       |                    |                                                                              |
| 15 augustus Vriendschappelijk № 124 «onderlinge duels» 20:15 uur | Slovenië         | 1 – 1 | Israël             | Arena Petrol, Celje Toeschouwers: 2.500 Scheidsrechter: Pavel Královec (CZE) |
| 15 augustus Vriendschappelijk № 124 «onderlinge duels» 20:15 uur | Goran Šukalo 83' |       | 80' Yossi Benayoun | Arena Petrol, Celje Toeschouwers: 2.500 Scheidsrechter: Pavel Královec (CZE) |

|                                                                |                                                             |       |          |                                                                                        |
| 6 september EK-kwalificatie № 125 «onderlinge duels» 19:00 uur | Bulgarije                                                   | 3 – 0 | Slovenië | Vasil Levski Stadion, Sofia Toeschouwers: 16.543 Scheidsrechter: Claus Bo Larsen (DEN) |
| 6 september EK-kwalificatie № 125 «onderlinge duels» 19:00 uur | Valeri Bozhinov 58' Martin Petrov 72' Dimitar Telkijski 81' |       |          | Vasil Levski Stadion, Sofia Toeschouwers: 16.543 Scheidsrechter: Claus Bo Larsen (DEN) |

|                                                              |                                         |       |           |                                                                              |
| 7 oktober EK-kwalificatie № 126 «onderlinge duels» 19:45 uur | Slovenië                                | 2 – 0 | Luxemburg | Arena Petrol, Celje Toeschouwers: 3.500 Scheidsrechter: Panicos Kailis (CYP) |
| 7 oktober EK-kwalificatie № 126 «onderlinge duels» 19:45 uur | Milivoje Novakovič 30' Robert Koren 44' |       |           | Arena Petrol, Celje Toeschouwers: 3.500 Scheidsrechter: Panicos Kailis (CYP) |

|                                                               |                                                                                      |       |                                     |                                                                               |
| 11 oktober EK-kwalificatie № 127 «onderlinge duels» 18:00 uur | Wit-Rusland                                                                          | 4 – 2 | Slovenië                            | Dinamostadion, Minsk Toeschouwers: 21.150 Scheidsrechter: Viktor Kassai (HUN) |
| 11 oktober EK-kwalificatie № 127 «onderlinge duels» 18:00 uur | Dzyanis Kowba 17' Sergej Kornilenko 52' Sergej Kornilenko 59' Uladzimir Karytska 85' |       | 19' Boštjan Cesar 44' Klemen Lavrič | Dinamostadion, Minsk Toeschouwers: 21.150 Scheidsrechter: Viktor Kassai (HUN) |

### 2007
|                                                                 |                          |       |         |                                                                                |
| 7 februari Vriendschappelijk № 128 «onderlinge duels» 20:15 uur | Slovenië                 | 1 – 0 | Estland | Športni park, Domžale Toeschouwers: 2.900 Scheidsrechter: Damien Ledentu (FRA) |
| 7 februari Vriendschappelijk № 128 «onderlinge duels» 20:15 uur | Klemen Lavrič 34' (pen.) |       |         | Športni park, Domžale Toeschouwers: 2.900 Scheidsrechter: Damien Ledentu (FRA) |

|                                                             |         |       |          |                                                                                        |
| 24 maart EK-kwalificatie № 129 «onderlinge duels» 17:00 uur | Albanië | 0 – 0 | Slovenië | Loro Boriçi Stadiumi, Shkodër Toeschouwers: 12.000 Scheidsrechter: Joseph Attard (MLT) |
| 24 maart EK-kwalificatie № 129 «onderlinge duels» 17:00 uur |         |       |          | Loro Boriçi Stadiumi, Shkodër Toeschouwers: 12.000 Scheidsrechter: Joseph Attard (MLT) |

|                                                             |          |                              |           |                                                                                      |
| 28 maart EK-kwalificatie № 130 «onderlinge duels» 20:45 uur | Slovenië | 0 – 1                        | Nederland | Arena Petrol, Celje Toeschouwers: 9.520 Scheidsrechter: Manuel Mejuto González (ESP) |
| 28 maart EK-kwalificatie № 130 «onderlinge duels» 20:45 uur |          | 86' Giovanni van Bronckhorst |           | Arena Petrol, Celje Toeschouwers: 9.520 Scheidsrechter: Manuel Mejuto González (ESP) |

|                                                           |                |       |                                      |                                                                             |
| 2 juni EK-kwalificatie № 131 «onderlinge duels» 20:45 uur | Slovenië       | 1 – 2 | Roemenië                             | Arena Petrol, Celje Toeschouwers: 7.000 Scheidsrechter: Stuart Dougal (SCO) |
| 2 juni EK-kwalificatie № 131 «onderlinge duels» 20:45 uur | Dare Vršič 90' |       | 50' Gabriel Tamaș 69' Bănel Nicoliță | Arena Petrol, Celje Toeschouwers: 7.000 Scheidsrechter: Stuart Dougal (SCO) |

|                                                           |                                   |       |          |                                                                                         |
| 6 juni EK-kwalificatie № 132 «onderlinge duels» 20:00 uur | Roemenië                          | 2 – 0 | Slovenië | Dan Păltinișanustadion, Timișoara Toeschouwers: 18.000 Scheidsrechter: Alon Yefet (ISR) |
| 6 juni EK-kwalificatie № 132 «onderlinge duels» 20:00 uur | Adrian Mutu 41' Cosmin Contra 70' |       |          | Dan Păltinișanustadion, Timișoara Toeschouwers: 18.000 Scheidsrechter: Alon Yefet (ISR) |

|                                                                  |                          |       |                |                                                                                            |
| 22 augustus Vriendschappelijk № 133 «onderlinge duels» 19:30 uur | Montenegro               | 1 – 1 | Slovenië       | Stadion Pod Goricom, Podgorica Toeschouwers: 8.000 Scheidsrechter: Claudio Circhetta (SUI) |
| 22 augustus Vriendschappelijk № 133 «onderlinge duels» 19:30 uur | Mirko Vučinić 28' (pen.) |       | 42' Dare Vršič | Stadion Pod Goricom, Podgorica Toeschouwers: 8.000 Scheidsrechter: Claudio Circhetta (SUI) |

|                                                                |           |                                                           |          |                                                                                        |
| 8 september EK-kwalificatie № 134 «onderlinge duels» 16:00 uur | Luxemburg | 0 – 3                                                     | Slovenië | Stade Josy Barthel, Luxemburg Toeschouwers: 2.012 Scheidsrechter: Sergiy Berezka (UKR) |
| 8 september EK-kwalificatie № 134 «onderlinge duels» 16:00 uur |           | 7' Klemen Lavrič 37' Milivoje Novakovič 47' Klemen Lavrič |          | Stade Josy Barthel, Luxemburg Toeschouwers: 2.012 Scheidsrechter: Sergiy Berezka (UKR) |

|                                                                 |                         |       |             |                                                                                |
| 12 september EK-kwalificatie № 135 «onderlinge duels» 19:45 uur | Slovenië                | 1 – 0 | Wit-Rusland | Arena Petrol, Celje Toeschouwers: 3.500 Scheidsrechter: Veaceslav Banari (MDA) |
| 12 september EK-kwalificatie № 135 «onderlinge duels» 19:45 uur | Klemen Lavrič 3' (pen.) |       |             | Arena Petrol, Celje Toeschouwers: 3.500 Scheidsrechter: Veaceslav Banari (MDA) |

|                                                               |          |       |         |                                                                              |
| 13 oktober EK-kwalificatie № 136 «onderlinge duels» 20:30 uur | Slovenië | 0 – 0 | Albanië | Arena Petrol, Celje Toeschouwers: 4.625 Scheidsrechter: Duarte Pereira (POR) |
| 13 oktober EK-kwalificatie № 136 «onderlinge duels» 20:30 uur |          |       |         | Arena Petrol, Celje Toeschouwers: 4.625 Scheidsrechter: Duarte Pereira (POR) |

|                                                               |                                             |       |          |                                                                                      |
| 17 oktober EK-kwalificatie № 137 «onderlinge duels» 20:30 uur | Nederland                                   | 2 – 0 | Slovenië | Philips Stadion, Eindhoven Toeschouwers: 32.500 Scheidsrechter: Nicola Rizzoli (ITA) |
| 17 oktober EK-kwalificatie № 137 «onderlinge duels» 20:30 uur | Wesley Sneijder 14' Klaas-Jan Huntelaar 87' |       |          | Philips Stadion, Eindhoven Toeschouwers: 32.500 Scheidsrechter: Nicola Rizzoli (ITA) |

|                                                                |          |                                          |           |                                                                           |
| 21 november EK-kwalificatie № 138 «onderlinge duels» 18:00 uur | Slovenië | 0 – 2                                    | Bulgarije | Arena Petrol, Celje Toeschouwers: 3.600 Scheidsrechter: Howard Webb (ENG) |
| 21 november EK-kwalificatie № 138 «onderlinge duels» 18:00 uur |          | 81' Blagoy Georgiev 84' Dimitar Berbatov |           | Arena Petrol, Celje Toeschouwers: 3.600 Scheidsrechter: Howard Webb (ENG) |

### 2008
|                                                                 |                        |       |                                                   |                                                                                       |
| 6 februari Vriendschappelijk № 139 «onderlinge duels» 20:00 uur | Slovenië               | 1 – 2 | Denemarken                                        | Športni Park, Nova Gorica Toeschouwers: 1.500 Scheidsrechter: Thorsten Kinhöfer (GER) |
| 6 februari Vriendschappelijk № 139 «onderlinge duels» 20:00 uur | Milivoje Novakovič 38' |       | 31' (pen.) Jon Dahl Tomasson 63' Nicklas Bendtner | Športni Park, Nova Gorica Toeschouwers: 1.500 Scheidsrechter: Thorsten Kinhöfer (GER) |

|                                                               |           |                  |          |                                                                                 |
| 26 maart Vriendschappelijk № 140 «onderlinge duels» 18:00 uur | Hongarije | 0 – 1            | Slovenië | ZTA Arena, Zalaegerszeg Toeschouwers: 1.500 Scheidsrechter: Stefan Meßner (AUT) |
| 26 maart Vriendschappelijk № 140 «onderlinge duels» 18:00 uur |           | 59' Mirnes Šišić |          | ZTA Arena, Zalaegerszeg Toeschouwers: 1.500 Scheidsrechter: Stefan Meßner (AUT) |

|                                                             |                      |       |          |                                                                                   |
| 26 mei Vriendschappelijk № 141 «onderlinge duels» 20:00 uur | Zweden               | 1 – 0 | Slovenië | Ullevi Stadion, Göteborg Toeschouwers: 21.118 Scheidsrechter: Willie Collum (SCO) |
| 26 mei Vriendschappelijk № 141 «onderlinge duels» 20:00 uur | Tobias Linderoth 41' |       |          | Ullevi Stadion, Göteborg Toeschouwers: 21.118 Scheidsrechter: Willie Collum (SCO) |

|                                                                  |                                        |       |                                                          |                                                                                           |
| 20 augustus Vriendschappelijk № 142 «onderlinge duels» 20:45 uur | Slovenië                               | 2 – 3 | Kroatië                                                  | Stadion Ljudski Vrt, Maribor Toeschouwers: 11.100 Scheidsrechter: Claudio Circhetta (SUI) |
| 20 augustus Vriendschappelijk № 142 «onderlinge duels» 20:45 uur | Marko Šuler 4' Mirnes Šišić 55' (pen.) |       | 37' Ivan Rakitić 59' (pen.) Darijo Srna 64' Ivan Rakitić | Stadion Ljudski Vrt, Maribor Toeschouwers: 11.100 Scheidsrechter: Claudio Circhetta (SUI) |

|                                                                |                            |       |                  |                                                                                         |
| 6 september WK-kwalificatie № 143 «onderlinge duels» 17:00 uur | Polen                      | 1 – 1 | Slovenië         | Stadion Oporowska, Wrocław Toeschouwers: 8.400 Scheidsrechter: Kristinn Jakobsson (ISL) |
| 6 september WK-kwalificatie № 143 «onderlinge duels» 17:00 uur | Michał Żewłakow 17' (pen.) |       | 35' Zlatko Dedič | Stadion Oporowska, Wrocław Toeschouwers: 8.400 Scheidsrechter: Kristinn Jakobsson (ISL) |

|                                                                 |                                               |       |                    |                                                                                          |
| 10 september WK-kwalificatie № 144 «onderlinge duels» 20:45 uur | Slovenië                                      | 2 – 1 | Slowakije          | Stadion Ljudski Vrt, Maribor Toeschouwers: 9.900 Scheidsrechter: Svein Oddvar Moen (NOR) |
| 10 september WK-kwalificatie № 144 «onderlinge duels» 20:45 uur | Milivoje Novakovič 22' Milivoje Novakovič 82' |       | 83' Martin Jakubko | Stadion Ljudski Vrt, Maribor Toeschouwers: 9.900 Scheidsrechter: Svein Oddvar Moen (NOR) |

|                                                               |                                               |       |               |                                                                                           |
| 11 oktober WK-kwalificatie № 145 «onderlinge duels» 19:45 uur | Slovenië                                      | 2 – 0 | Noord-Ierland | Stadion Ljudski Vrt, Maribor Toeschouwers: 12.385 Scheidsrechter: Eduardo Iturralde (ESP) |
| 11 oktober WK-kwalificatie № 145 «onderlinge duels» 19:45 uur | Milivoje Novakovič 83' Zlatan Ljubijankič 84' |       |               | Stadion Ljudski Vrt, Maribor Toeschouwers: 12.385 Scheidsrechter: Eduardo Iturralde (ESP) |

|                                                               |                  |       |          |                                                                                           |
| 15 oktober WK-kwalificatie № 146 «onderlinge duels» 17:30 uur | Tsjechië         | 1 – 0 | Slovenië | Stadion Na Stínadlech, Teplice Toeschouwers: 15.220 Scheidsrechter: Martin Atkinson (ENG) |
| 15 oktober WK-kwalificatie № 146 «onderlinge duels» 17:30 uur | Libor Sionko 62' |       |          | Stadion Na Stínadlech, Teplice Toeschouwers: 15.220 Scheidsrechter: Martin Atkinson (ENG) |

|                                                                  |                                                                       |       |                                                                                   |                                                                                      |
| 19 november Vriendschappelijk № 147 «onderlinge duels» 20:15 uur | Slovenië                                                              | 3 – 4 | Bosnië en Herzegovina                                                             | Stadion Ljudski Vrt, Maribor Toeschouwers: 10.000 Scheidsrechter: Petteri Kari (FIN) |
| 19 november Vriendschappelijk № 147 «onderlinge duels» 20:15 uur | Robert Koren 27' Milivoje Novakovič 64' (pen.) Milivoje Novakovič 75' |       | 2' Vedad Ibišević 11' (pen.) Zvjezdan Misimović 53' Edin Džeko 62' Vedad Ibišević | Stadion Ljudski Vrt, Maribor Toeschouwers: 10.000 Scheidsrechter: Petteri Kari (FIN) |

### 2009
|                                                                  |                                             |       |          |                                                                             |
| 11 februari Vriendschappelijk № 148 «onderlinge duels» 20:45 uur | België                                      | 2 – 0 | Slovenië | Cristal Arena, Genk Toeschouwers: 13.135 Scheidsrechter: Sascha Kever (SUI) |
| 11 februari Vriendschappelijk № 148 «onderlinge duels» 20:45 uur | Daniel Van Buyten 20' Daniel Van Buyten 85' |       |          | Cristal Arena, Genk Toeschouwers: 13.135 Scheidsrechter: Sascha Kever (SUI) |

|                                                             |          |       |          |                                                                                       |
| 28 maart WK-kwalificatie № 149 «onderlinge duels» 20:45 uur | Slovenië | 0 – 0 | Tsjechië | Stadion Ljudski Vrt, Maribor Toeschouwers: 12.376 Scheidsrechter: Pedro Proença (POR) |
| 28 maart WK-kwalificatie № 149 «onderlinge duels» 20:45 uur |          |       |          | Stadion Ljudski Vrt, Maribor Toeschouwers: 12.376 Scheidsrechter: Pedro Proença (POR) |

|                                                            |                   |       |          |                                                                             |
| 1 april WK-kwalificatie № 150 «onderlinge duels» 19:45 uur | Noord-Ierland     | 1 – 0 | Slovenië | Windsor Park, Belfast Toeschouwers: 13.243 Scheidsrechter: Alon Yefet (ISR) |
| 1 april WK-kwalificatie № 150 «onderlinge duels» 19:45 uur | Warren Feeney 73' |       |          | Windsor Park, Belfast Toeschouwers: 13.243 Scheidsrechter: Alon Yefet (ISR) |

|                                                                | |       |            |                                                                                            |
| 12 augustus WK-kwalificatie № 151 «onderlinge duels» 20:45 uur | Slovenië                                                                                                | 5 – 0 | San Marino | Stadion Ljudski Vrt, Maribor Toeschouwers: 4.400 Scheidsrechter: Dimitar Mečkarovski (MKD) |
| 12 augustus WK-kwalificatie № 151 «onderlinge duels» 20:45 uur | Robert Koren 19' Aleksandar Radosavljevič 39' Andraž Kirm 54' Robert Koren 74' Zlatan Ljubijankič 90+3' |       |            | Stadion Ljudski Vrt, Maribor Toeschouwers: 4.400 Scheidsrechter: Dimitar Mečkarovski (MKD) |

|                                                                  |                                            |       |                        |                                                                                   |
| 5 september Vriendschappelijk № 152 «onderlinge duels» 17:30 uur | Engeland                                   | 2 – 1 | Slovenië               | Wembley Stadium, Londen Toeschouwers: 67.232 Scheidsrechter: Jonas Eriksson (SWE) |
| 5 september Vriendschappelijk № 152 «onderlinge duels» 17:30 uur | Frank Lampard 31' (pen.) Jermain Defoe 63' |       | 84' Zlatan Ljubijankič | Wembley Stadium, Londen Toeschouwers: 67.232 Scheidsrechter: Jonas Eriksson (SWE) |

|                                                                |                                                          |       |       |                                                                                        |
| 9 september WK-kwalificatie № 153 «onderlinge duels» 20:45 uur | Slovenië                                                 | 3 – 0 | Polen | Stadion Ljudski Vrt, Maribor Toeschouwers: 10.226 Scheidsrechter: William Collum (SCO) |
| 9 september WK-kwalificatie № 153 «onderlinge duels» 20:45 uur | Zlatko Dedič 13' Milivoje Novakovič 45' Valter Birsa 62' |       |       | Stadion Ljudski Vrt, Maribor Toeschouwers: 10.226 Scheidsrechter: William Collum (SCO) |

|                                                               |           |                                    |          |                                                                                    |
| 10 oktober WK-kwalificatie № 154 «onderlinge duels» 20:30 uur | Slowakije | 0 – 2                              | Slovenië | Tehelné pole, Bratislava Toeschouwers: 23.800 Scheidsrechter: Wolfgang Stark (GER) |
| 10 oktober WK-kwalificatie № 154 «onderlinge duels» 20:30 uur |           | 56' Valter Birsa 90+3' Nejc Pečnik |          | Tehelné pole, Bratislava Toeschouwers: 23.800 Scheidsrechter: Wolfgang Stark (GER) |

|                                                               |            |                                                               |          |                                                                                   |
| 14 oktober WK-kwalificatie № 155 «onderlinge duels» 20:30 uur | San Marino | 0 – 3                                                         | Slovenië | Stadio Olimpico, Serravalle Toeschouwers: 1.745 Scheidsrechter: Zsolt Szabó (HUN) |
| 14 oktober WK-kwalificatie № 155 «onderlinge duels» 20:30 uur |            | 24' Milivoje Novakovič 68' Dalibor Stevanovič 81' Marko Šuler |          | Stadio Olimpico, Serravalle Toeschouwers: 1.745 Scheidsrechter: Zsolt Szabó (HUN) |

|                                                                          |                                                     |       |                 |                                                                                                |
| 14 november WK-kwalificatie Play-offs № 156 «onderlinge duels» 17:00 uur | Rusland                                             | 2 – 1 | Slovenië        | Olympisch Stadion Loezjniki, Moskou Toeschouwers: 71.600 Scheidsrechter: Claus Bo Larsen (DEN) |
| 14 november WK-kwalificatie Play-offs № 156 «onderlinge duels» 17:00 uur | Dinijar Biljaletdinov 40' Dinijar Biljaletdinov 52' |       | 88' Nejc Pečnik | Olympisch Stadion Loezjniki, Moskou Toeschouwers: 71.600 Scheidsrechter: Claus Bo Larsen (DEN) |

|                                                                          |                  |       |         |                                                                                     |
| 18 november WK-kwalificatie Play-offs № 157 «onderlinge duels» 20:30 uur | Slovenië         | 1 – 0 | Rusland | Stadion Ljudski Vrt, Maribor Toeschouwers: 12.435 Scheidsrechter: Terje Hauge (NOR) |
| 18 november WK-kwalificatie Play-offs № 157 «onderlinge duels» 20:30 uur | Zlatko Dedič 44' |       |         | Stadion Ljudski Vrt, Maribor Toeschouwers: 12.435 Scheidsrechter: Terje Hauge (NOR) |

NZS · A-internationals · Bondscoaches · Selecties · Statistieken · Sloveens vrouwenelftal · Olympisch elftal · Slovenië U21 · Slovenië U20 · Slovenië U19 · Slovenië U18 · Slovenië U17 · Slovenië U16
1991 – 1999 ·
2000 – 2009 ·
2010 – 2019 ·
2020 − 2029
EK's: 1996 · 
2000 · 
2004 · 
2008 · 
2012 · 
2016 · 
2020 · 
2024
WK's: 1998 · 
2002 · 
2006 · 
2010 · 
2014 · 
2018 ·
2022
1991 · 
1992 · 
1993 · 
1994 · 
1995 · 
1996 · 
1997 · 
1998 · 
1999 · 
2000 · 
2001 · 
2002 · 
2003 · 
2004 · 
2005 · 
2006 · 
2007 · 
2008 · 
2009 · 
2010 · 
2011 · 
2012 · 
2013 · 
2014 · 
2015 · 
2016 · 
2017 · 
2018 ·
2019 ·
2020 ·
2021 ·
2022 ·
2023 ·
2024
Albanië ·
Algerije ·
Argentinië ·
Armenië ·
Australië ·
Azerbeidzjan ·
België ·
Bosnië en Herzegovina ·
Bulgarije ·
Canada ·
China ·
Colombia ·
Cyprus ·
Denemarken ·
Duitsland ·
Engeland ·
Estland ·
Faeröer ·
 Finland ·
Frankrijk ·
Georgië ·
Ghana ·
Gibraltar ·
Griekenland ·
Honduras ·
Hongarije ·
IJsland ·
Israël ·
Italië ·
Ivoorkust ·
Joegoslavië ·
Kazachstan ·
Kosovo ·
Kroatië ·
Letland ·
Litouwen ·
Luxemburg ·
Malta ·
Mexico ·
Moldavië ·
Montenegro ·
Nederland ·
Nieuw-Zeeland ·
Noord-Ierland ·
Noord-Macedonië ·
Noorwegen ·
Oekraïne ·
Oman ·
Oostenrijk ·
Paraguay ·
Polen ·
Portugal ·
Qatar ·
Roemenië ·
Rusland ·
San Marino ·
Saoedi-Arabië ·
Schotland ·
Servië ·
Servië en Montenegro ·
Slowakije ·
Spanje ·
Trinidad en Tobago ·
Tsjechië ·
Tunesië ·
Turkije · 
Uruguay ·
Verenigde Arabische Emiraten ·
Verenigde Staten ·
Wales ·
Wit-Rusland ·
Zuid-Afrika ·
Zweden ·
Zwitserland
Algerije (2010) · 
Engeland (2010) · 
Paraguay (2002) · 
Spanje (2002) · 
Verenigde Staten (2010) · 
Zuid-Afrika (2002)
AFC-zone: Afghanistan · Australië · Bahrein · Bangladesh · Bhutan · Brunei · Cambodja · China · Filipijnen · Guam · Hongkong · India · Indonesië · Iran · Irak · Japan · Jemen · Jordanië · Koeweit · Kirgizië · Laos · Libanon · Macau · Maleisië · Maldiven · Mongolië · Myanmar · Nepal · Noord-Korea · Oezbekistan · Oman · Oost-Timor · Pakistan · Palestina · Qatar · Saoedi-Arabië · Singapore · Sri Lanka · Syrië · Tadzjikistan · Taiwan · Thailand · Turkmenistan · Verenigde Arabische Emiraten · Vietnam · Zuid-Korea

CAF-zone: Algerije · Angola · Benin · Botswana · Burkina Faso · Burundi · Centraal-Afrikaanse Republiek · Comoren · Congo-Brazzaville · Congo-Kinshasa · Djibouti · Egypte · Equatoriaal-Guinea · Eritrea · Ethiopië · Gabon · Gambia · Ghana · Guinee · Guinee-Bissau · Ivoorkust · Kaapverdië · Kameroen · Kenia · Lesotho · Liberia · Libië · Madagaskar · Malawi · Mali  ·Mauritanië · Mauritius · Marokko · Mozambique · Namibië · Niger · Nigeria · Oeganda · Rwanda · Sao Tomé en Principe · Senegal · Seychellen · Sierra Leone · Soedan · Somalië · Swaziland · Tanzania · Togo · Tsjaad · Tunesië · Zambia · Zimbabwe · Zuid-Afrika

CONCACAF-zone: Amerikaanse Maagdeneilanden · Anguilla · Antigua en Barbuda · Aruba · Bahama's · Barbados · Belize · Bermuda · Britse Maagdeneilanden · Canada · Kaaimaneilanden · Costa Rica · Cuba · Dominica · Dominicaanse Republiek · El Salvador · Frans Guyana · Grenada · Guadeloupe · Guatemala · Guyana · Haïti · Honduras · Jamaica · Martinique · Mexico · Montserrat · 
Nicaragua · Panama · Puerto Rico · Saint Kitts en Nevis · Saint Lucia · Saint Vincent en de Grenadines · Sint Maarten · Suriname · Trinidad en Tobago · Turks- en Caicoseilanden · Verenigde Staten

CONMEBOL-zone: Argentinië · Bolivia · Brazilië · Chili · Colombia · Ecuador · Paraguay · Peru · Uruguay · Venezuela

OFC-zone: Amerikaans-Samoa · Cookeilanden · Fiji · Nieuw-Caledonië · Nieuw-Zeeland · Papoea-Nieuw-Guinea · Samoa · Salomoneilanden · Tahiti · Tonga · Vanuatu

UEFA-zone: Albanië · Andorra · Armenië · Azerbeidzjan · België · Bosnië en Herzegovina · Bulgarije · Cyprus · Denemarken · Duitsland · Engeland · Estland · Faeröer · Finland · Frankrijk · Georgië · Griekenland · Hongarije · IJsland · Ierland · Israël · Italië · Kazachstan · Kroatië · Letland · Liechtenstein · Litouwen · Luxemburg · Macedonië · Malta · Moldavië · Montenegro · Nederland · Noord-Ierland · Noorwegen · Oekraïne · Oostenrijk · Polen · Portugal · Roemenië · Rusland · San Marino · Schotland · Servië · Servië en Montenegro · Slovenië · Slowakije · Spanje · Tsjechië · Turkije · Wales · Wit-Rusland · Zweden · Zwitserland